# Mars ontwapend door Venus
Mars ontwapend door Venus is een schilderij van Jacques-Louis David, dat hij schilderde een jaar voor zijn dood, in 1824.
Dit monumentale doek is het eindpunt van de loopbaan van de kunstenaar. Hij is 73 jaar oud wanneer hij er te Brussel aan begint en er drie jaar aan werkt. In een surrealistisch decor met een in een wolkenlucht zwevende tempel zijn Venus en haar handlangers, de drie Gratiën en Cupido, in volle actie. Mars laat zich als god van oorlog welgevallig ontwapenen en bezwijkt voor de charmes van Venus.
Dit indrukwekkende en ambitieuze doek is een poging tot synthese van oudheid, idealisme en realisme. De oude kunstenaar heeft nog de energie om dit provocerend en spottend werk op een dergelijk groot formaat te schilderen en het op de koop te nog net voor zijn dood als Franse banneling in Parijs te laten tentoonstellen, daarenboven precies op het moment dat de romantiek op het Salon aldaar doorbreekt.
Het doek werd in 1886 door Davids kleinzoon Jules David-Chassagnol, samen met De dood van Marat en het portret van David door François-Joseph Navez, nagelaten aan de Koninklijke Musea voor Schone Kunsten van België. De drie werken werden in 1893 in de collectie opgenomen. 
Belisarius vraagt om een aalmoes (1780) · Portret van dokter Alphonse Leroy (ca. 1783) · De eed van de Horatii (1784) · De dood van Socrates (1787) · De lictoren brengen Brutus de lichamen van zijn zonen (1789) · De dood van Marat (1793) · De Sabijnse vrouwen (1799) · Portret van Henriette de Verninac (1799) · Portret van Madame Récamier (1800) · Napoleon steekt de Alpen over (1801-1805) · Portret van Pius VII (1805) · De kroning van Napoleon (1806-07) · De verdeling van de adelaars (1810) · Portret van graaf Antoine Français de Nantes (1811) · Keizer Napoleon in zijn studeerkamer in de Tuilerieën (1812) · Apelles schildert Campaspe in aanwezigheid van Alexander de Grote (ca. 1812) · Mars ontwapend door Venus (1824)